# The Coral

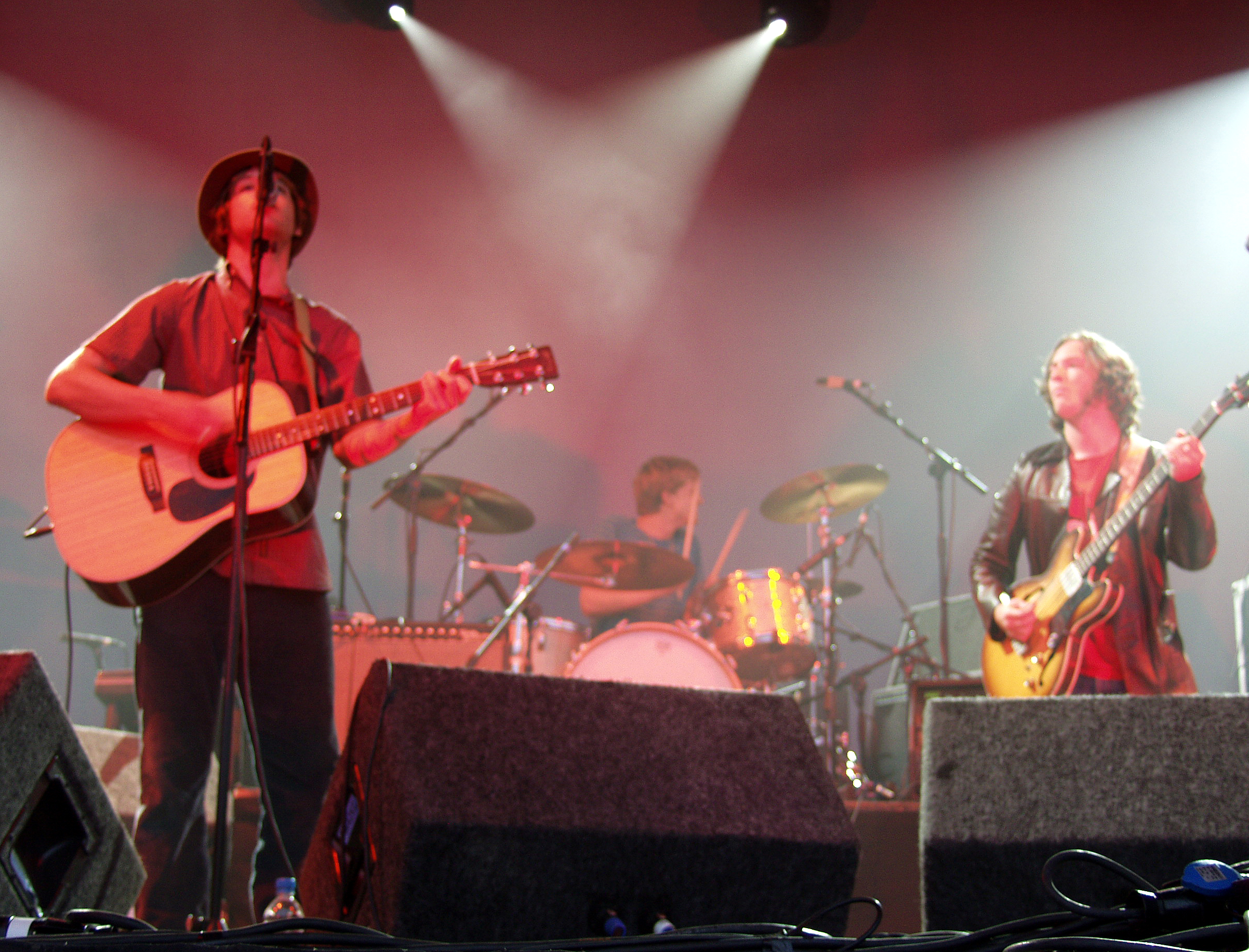
The Coral beim V Festival 2003

The Coral ist eine Musikgruppe aus England, die sich 1996 in Hoylake, Merseyside gründete. Ihr Stil ist eine Mischung aus Country, Psychedelic Rock der 1960er Jahre und Folk mit modernem Rock-’n’-Roll-Einfluss.

## Bandgeschichte
James Skelly gründete die Band 1996 in Hoylake, Merseyside mit ein paar Freunden aus seiner Nachbarschaft.
Sie tourten über Jahre hinweg durch England und erspielten sich mit ihrer unüblichen Mischung aus Rock-, Fusion- und Folk-Musik ein treues Publikum.
So wurde auch der Musiker Alan Wills auf The Coral aufmerksam und gründete das Label Deltasonic Records eigens, um die Gruppe unter Vertrag nehmen zu können. 2002 erschien das erste Album The Coral.
Mittlerweile hat die Band acht Alben veröffentlicht. Ihre Musik war in vielen Fernsehserien wie Scrubs zu hören, weshalb The Coral auch in den USA über einen gewissen Bekanntheitsgrad verfügen.
Am 9. Januar 2008 wurde bekanntgegeben, dass Bill Ryder-Jones die Band verlassen habe, man aber zu fünft weiter musizieren werde.

## Besetzung seit 2015
- James Skelly – Gesang, Gitarre
- Paul Duffy – E-Bass, Saxophon
- Nick Power – Orgel, Gesang
- Bill Ryder-Jones – Gitarre, Trompete
- Ian Skelly – Schlagzeug
- Lee Southall – Gitarre, Gesang
- Paul Molloy, Gitarre

## Diskografie

### Alben
| Jahr | Titel                                 | Höchstplatzierung, Gesamtwochen, AuszeichnungChartplatzierungen (Jahr, Titel, Platzierungen, Wochen, Auszeichnungen, Anmerkungen) | Höchstplatzierung, Gesamtwochen, AuszeichnungChartplatzierungen (Jahr, Titel, Platzierungen, Wochen, Auszeichnungen, Anmerkungen) | Höchstplatzierung, Gesamtwochen, AuszeichnungChartplatzierungen (Jahr, Titel, Platzierungen, Wochen, Auszeichnungen, Anmerkungen) | Anmerkungen |
| Jahr | Titel                                 | DE | CH | UK | Anmerkungen |
| ---- | ------------------------------------- | --- | --- | --- | ----------- |
| 2002 | The Coral                             | — | — | UK5 Platin · (45 Wo.)UK |             |
| 2003 | Magic and Medicine                    | DE99 (1 Wo.)DE | — | UK1 Gold · (11 Wo.)UK |             |
| 2004 | Nightfreak and the Sons of Becker     | — | — | UK5 (4 Wo.)UK |             |
| 2005 | The Invisible Invasion                | — | — | UK3 Gold · (6 Wo.)UK |             |
| 2007 | Roots & Echoes                        | — | — | UK8 (4 Wo.)UK |             |
| 2008 | Singles Collection                    | — | — | UK13 Gold · (3 Wo.)UK |             |
| 2010 | Butterfly House                       | DE51 (1 Wo.)DE | — | UK16 (4 Wo.)UK |             |
| 2016 | Distance Inbetween                    | — | — | UK13 (3 Wo.)UK |             |
| 2018 | Move Through the Dawn                 | — | — | UK14 (2 Wo.)UK |             |
| 2021 | Coral Island                          | DE52 (1 Wo.)DE | CH60 (1 Wo.)CH | UK2 (2 Wo.)UK |             |
| 2023 | Sea of Mirrors                        | — | — | UK3 (1 Wo.)UK |             |
| 2023 | Holy Joe’s Coral Island Medicine Show | — | — | UK36 (1 Wo.)UK |             |

Weitere Alben
- The Curse of Love (2014)

EPs
- Shadows Fall (2001)
- The Oldest Path (2001)
- Skeleton Key (2002)

### Singles
| Jahr | Titel Album                                     | Höchstplatzierung, Gesamtwochen, AuszeichnungChartsChartplatzierungen (Jahr, Titel, Album, Platzierungen, Wochen, Auszeichnungen, Anmerkungen) | Anmerkungen |
| Jahr | Titel Album                                     | UK | Anmerkungen |
| ---- | ----------------------------------------------- | --- | ----------- |
| 2002 | Goodbye The Coral                               | UK21 (2 Wo.)UK |             |
| 2002 | Dreaming of You The Coral                       | UK13 Platin · (6 Wo.)UK |             |
| 2003 | Don’t Think You’re the First Magic and Medicine | UK10 (7 Wo.)UK |             |
| 2003 | Pass It On Magic and Medicine                   | UK5 Silber · (9 Wo.)UK |             |
| 2003 | Secret Kiss Magic and Medicine                  | UK25 (2 Wo.)UK |             |
| 2003 | Bill McCai Magic and Medicine                   | UK23 (2 Wo.)UK |             |
| 2005 | In the Morning The Invisible Invasion           | UK6 Platin · (15 Wo.)UK |             |
| 2005 | Something Inside of Me The Invisible Invasion   | UK42 (2 Wo.)UK |             |
| 2007 | Who’s Gonna Find Me Roots & Echoes              | UK25 (2 Wo.)UK |             |
| 2007 | Jacqueline Roots & Echoes                       | UK44 (1 Wo.)UK |             |
| 2008 | Put the Sun Back Roots & Echoes                 | UK64 (1 Wo.)UK |             |

Weitere Singles
- Being Somebody Else (2008)
- 1000 Years (2010)